# Piero Manzoni
Piero Manzoni (Soncino, 13 de juliol de 1933 - Milà, 6 de febrer de 1963) va ser un artista italià cèlebre pel seu art conceptual irònic, com a resposta a l'obra d'Yves Klein.

## Obres famoses
Merda d'artista és el títol d'una obra del polèmic artista, exposada per primera vegada el 12 d'agost del 1961 a la Galleria Pescetto, d'Albissola Marina, Itàlia.
Línies (Linee, en italià) va ser una col·lecció d'obres creades el 1959 en la qual Manzoni va dibuixar línies contínues en rotllos de paper de diferents mides, que després van ser introduïdes en tubs de cartró i segellades, amb la signatura i indicació de la longitud de la peça.